# Hrvati u Siriji
Hrvati u Siriji, hrvatska su iseljenička zajednica u Siriji. Točan broj osoba hrvatskog podrijetla nije poznat.

## Povijest
Najstarije zajednice Hrvata u Siriji datiraju iz predosmanskih vremena. Ondje je sasvim izvjesno bilo trgovaca, misionara i redovnika. Vjerojatno su i Hrvati sudjelovali u nekim od križarskih vojska koje su ovdje ratovale i da su se neki od vojnika ovdje i zadržali. Nove okolnosti nastupaju osmanskim osvajanjima. Mnogi su "dankom u krvi" ili kao osobe koje su svojevoljno prešle na islam kretale se diljem Osmanskog Carstva, kako im je služba ili posao određivao, pa tako i Hrvati. Iz tog vremena poznat je hrvatski mistik i filozof Abdullah El-Bosnevi. Novi val Hrvata vjerojatno je došao iseljavanjem islamskog stanovništva iz krajeva koje je Osmansko Carstvo izgubilo u 19. i 20. stoljeću. Dio iseljenih hrvatskog podrijetla vjerojatno se naselio i u udaljenije krajeve pa i u Siriju. Poticanim iseljavanjem muslimana iz Kraljevine Jugoslavije taj se trend nastavio, no većina ih je završila u Turskoj.
Veliki val iseljavanja uslijedio je nakon pada NDH kad su mnogi radi izbjegavanja padanja u ruke komunističkim Saveznicima izbjegli u logore izvan Jugoslavije. Na početku je među hrvatskim političkim vodstvom u lalijanskome Fermu postojala nada u brzi povratak u Hrvatsku nakon sukoba SAD-a i SSSR. Nakon dvije godine počinju velike akcije prebacivanja u prekomorske zemlje. Jugoslavenske vlasti su bezuspješno nastojale prosvjedima i dopisima upravama logora vratiti izbjeglice u zemlju.
Izbjeglice islamske vjere nastojali su se domoći arapskih zemalja (Saudijske Arabije, Egipta, Sirije) i Turske. Arapska liga je urgirala kod svih država članica za financijsku pomoć muslimanima izbjeglicama u logorima. Sirija je postala nezavisna država 17. travnja 1946. godine te je njezina vojska tek bila u formiranju. Veliki problem je bio nedostatak stručnog vojnog kadra. Arapske zemlje su se u pitanju jugoslavenskih izbjeglica našle u raskoraku. S jedne strane bile su spremne prihvatiti muslimane, a s druge strane su nastojale uspostaviti diplomatske i trgovačke veze s jugoslavenskim vlastima. Dodatni problem stvarale su napetosti sa židovskim doseljenicima u Palestini. Situacija je bila sve napetija i oružani sukob bio je na vidiku. Palestine Post 18. travnja 1947. godine piše da je Sirijska vlada zatražila prebacivanje osam tisuća muslimana (Hrvata i Albanaca) iz Italije. Jugoslavija je već 23. svibnja, preko veleposlanika u Beirutu, zatražila od novoformirane sirijske vlade garanciju da neće dopustiti useljavanje jugoslavenskih izbjeglica. U lipnju su od ministra vanjskih poslova garanciju i dobili. Ipak 5. kolovoza 1947. godine vlada je odobrila izbjeglicama ulazak u zemlju na što je jugoslavenski veleposlanik iz Bejruta uložio prosvjed.
U izbjegličke kampove su dolazili arapski agenti koji su vrbovali muškarce između 22 i 32 godine, obećavajući vizu njima i njihovim obiteljima, a zauzrat su se morali boriti protiv Izraela. Vrbovanje među Hrvatima je vršio agent imena Jamil. Putovanja je organizirao preko organizacije Orient Express koju je vodio Mohammed el-Huseyli.
Putovnice NDH tijekom rata nisu vrijedile u mnogo zemalja, a nakon rata nisu vrijedile nigdje. Neimanje putovnice predstavljalo je problem pri useljavanju u strane zemlje. Crveni križ je dijelio putovnice za izbjeglice. Prvi useljenici su se s tim putovnicama obraćali svojim vezama u Siriji koji bi im osigurali vizu. Prebacivanje je financirala i međunarodna organizacija za izbjeglice (IRO).
Nakon početka arapsko-izraelskog rata 1948. godine sirijske vlasti ubrzavaju proces dobivanja viza za Hrvate. Glavni razlog primanja velikog broja izbjeglica bilo je vojno iskustvo koje su imali. Izbjeglice koje su došle pod uvjetom da će se boriti u Palestini smješteni su najprije u sultan Selimovoj džamiji. Nakon dolaska uveden je vojni režim života. Među nekoliko stotina pridošlica bilo je petnaest časnika. Glavni organizator dolaska Hrvata muslimana u Siriju bio je Šefkija Muftić, koji je za vrijeme NDH bio šef redarstvene službe u Tuzli. On je imao veze u Ministarstvu unutarnjih poslova u Damasku za osiguravanje viza. Organizirao je i obučavao vojnu jedinicu koja će se boriti u Palestini. Dobio je čin potpukovnika, te je nakon rata radio u libanonskoj kontraobavještajnoj službi. Uz Muftića je veliku ulogu imao Džafer-beg Kulenović koji je za svoj posao dobivao plaću od 300 sirijskih dinara.
Izvještaji CIA-e navodi da je vojni predstavnik sirijskih Hrvata Ahmed beg Cerić koji je u NDH bio bojnik i obskrbni časnik XIII. divizije. Navodi se da Šefkija Muftić trenira bataljun od četiristo ljudi u kampu u blizini ceste Beirut-Tripoli, desetak kilometara od Beiruta.
Pridošlice su se borili u tek formiranoj regularnoj sirijskoj vojsci, Vojsci spasa, te u Arapskoj vojsci oslobođenja pod zapovjedništvom Fawzija Qawukjia. Palestine Post redovito izvještava o dolascima jugoslavenskih izbjeglica u Beirut. Tako piše da je brodom S.S. Augustina oko dvjesto Bosanaca doplovilo u Beirut. Prema tim izvještajima iz Italije je 520 Bošnjaka, 67 Albanaca i 111 Hrvata otišlo u Siriju ili Beirut. U Egipat je otišlo 135 Bosanaca, te još njih 57 u Jordan. Bilo je minimalno 890 boraca s Balkana (Albanija i Jugoslavija) na arapskoj strani do proljeća 1948.
Arapska vojska oslobođenja je imala svoj kamp u Quatani. Hrvati i ostali strani borci bili su raspoređeni zajedno s ostalim strancima u četiri bataljuna 1. Yarmuk, 2. Yarmuk, Hittin i Ajnaddin. Izbjeglički dobrovoljci koji su se zatekli u Jordanu pridružili su se Vojsci spasa. Prema Kamelu Rustomoviću preživjelom borcu kojeg je za Večernji list intervjuirao Hassan Haider Diab 2005. godine, on i oko sto pedeset njegovih zemljaka bilo je pod zapovjedništvom Fuada Šefkobegovića u Vojsci spasa.
Borci iz Jugoslavije ratovali su sigurno kod Kastela i Jaffe. Kod mjesta Mis al-Jabal poginulo je osam boraca s područja Jugoslavije. Samo je poznato ime Slovenca Franca Robotnika. Jusuf Begović je bio kuhar koji je pripremao obroke za trideset pet boraca iz Jugoslavije. Njegov dnevnik obroka je pronašao Emilo Traubner. Na sirijskoj strani se nisu borili samo Hrvati muslimani već i katolici. Najpoznatiji je bio Mato Dukovac koji je s još četvoricom Hrvata postao instruktor tek osnovanih sirijskih zračnih snaga. Od oko tisuću bosanskih i hrvatskih dobrovoljaca zna se pouzdano da su u ratu, osim već spomenutih, sudjelovali: Sead Zupčević, Elez Dervišević, Asim Baraković, Hasan Ćustović, Safet Ferizović, Ramo Kovačević, Mujo Avdović, Sabit Podrug (poginuo). Muhamed Bajraktarović je dobio čin te postao potpukovnik.
Jugoslavija je sirijskim vlastima prodala oružje za sukob s Izraelom, a prema Kamelu Rustomoviću Tito je poslao i jednu diviziju da se bori na arapskoj strani. Ironijom sudbine samo nekoliko godina nakon završetka Drugoga svjetskog rata nekadašnji neprijatelji našli su se opet u ratu, ali ovaj put na istoj strani.
Dne 10. ožujka 1949. godine završio je arapsko-izraelski rat, a samo devetnaest dana poslije, izvršen je državni udar i smijenjen je predsjednik Shukri al-Quwatli koji je omogućio ulazak Hrvata u Siriju. Za sirijske Hrvate prilike se drastično mijenjaju te se dio njih želi vratiti u Jugoslaviju. Šefkija Muftić je zastrašivanjem i prokazivanjem policiji navodnih komunista odvraćao izbjeglice od mogućeg povratka. Alija Šuljak je uz pomoć Bratovštine Sv. Jeronima počeo organizirano prebacivanje u Argentinu. Tijekom cijelog boravka u Siriji, vodeći Hrvati su imali izravnu kurirsku vezu s ustašama u Argentini. Osim u Argentinu, sirijski Hrvati odlaze u druge zemlje Južne Amerike, Južnu Afriku, Jordan, Irak, Saudijsku Arabiju i Tursku.
Tih godina se broj Hrvata u Siriji naglo smanjio, a oni preostali osnovali su Društvo Hrvata Damas. Samu jezgru društva činilo je pedesetak osoba na čelu s Hasanom Ćustovićem koji je bio i glavni utemeljitelj. Društvo je pokrenulo mjesečnik Hrvatska volja: glasilo Hrvata na Orientu koje je izlazilo od listopada 1949. do svibnja 1952. godine u Damasku. Na naslovnoj stranici svakog broja pisalo je sljedeće: "Svaki je svjestan i savjestan Hrvat dužan raditi za ponovnu uspostavu hrvatske države, zatomljujući sve svoje osobne, skupinske i stranačke interese".
Osim Hrvatske volje među Hrvatima u Siriji čitali su se Hrvatska i Hrvatski karitas koji su izlazili u Buenos Airesu te Danica iz Chicaga. Društvo se okupljalo u prostorijama tekije sultana Selima u Damasku. Tamo su održavane skupštine društva i kulturne večeri. Sa sigurnošću se zna da je jedna skupština održana 21. listopada 1949. godine. Sastanci su počinjali izvođenjem hrvatske himne, nakon čega bi se održao jedan domoljubni govor. Poslije bi se druženje nastavljalo uz pjevanje bosanskih sevdalinki i drugih hrvatskih pjesama.
Sirijski Hrvati muslimani dolaze u ideološki sukob s Društvom bosansko-hercegovačkih i sandžačkih Hrvata sa sjedištem Londonu. Oni su imali svoje glasilo Svijest te su, za razliku od sirijskih Hrvata koji su bili i ostali pretežno ustaški nastrojeni, bili bliski HSS-u. Povjerenik londonskog društva u Siriji bio je Elez Sulejman Derviš, a za Svijest je iz Sirije pisao i Asim Bošnjak.
Najznačajniji potez sirijskih Hrvata bio je memorandum koji je upućen Sveislamskom kongresu u Karachiju 1949. godine. U ime Hrvata muslimana pročitao ga je delegat Sirije dr. Omer baha Emiri-beg. U nastavku slijedi dio teksta iz memoranduma:
Potpisali su ga svi važniji Hrvati muslimani, a ne samo oni iz Sirije. Memorandum nije imao odjeka kakvom su se nadali potpisnici. Nakon toga objavljen je hrvatskim iseljeničkim glasilima (Hrvatska, Danica), a tiskan kao brošura 1951. godine u Chicagu (A Message of Croat-Moslems to their religious brethren in the World, 1951.). Pokušali su pričom o antimuslimanskoj naravi Jugoslavije izazvati reakcije arapskih zemalja na intervenciju. Na novom Sveislamskom kongresu održanom dvije godine poslije ponovno je pozornost arapske javnosti skrenuta na hrvatske muslimane koji su prozvani zapadnim predziđem islama.
S vremenom suradnja Jugoslavije i Sirije postaje sve bolja na svim razinama te Jugoslavija poziva izbjeglice na povratak, ali bez značajnijih rezultata. Poznat je slučaj Mehmed Hadžikapetanovića koji se vratio 1962. godine i postao poznati turistički vodič u Gazi Husrev-begovoj džamiji. Najvatreniji kritičar jugoslavenske vlasti bio je Alija Šuljak koji je pod pritiskom izbjegao iz Sirije u Tursku.
U Siriji su također bili: Sead Zubčević, Zvonko Marjanović, Eles Dervišević, Čedomil Ćorkalo iz okolice Šibenika, Hakija Hadžić bivši poslanik NDH u Budimpešti, katolički svećenik Prešern, Ibrahim Pirić-Pjanić, Šefkija Bešlagić, Husnija Hrustanović, Meho Mehičić, Hasan Šuljak, Salih Baljić, Ibrahim Džinić, Mario Galić i Zoran Dakić.
Tijekom godina dolazi do daljnjeg iseljavanja Hrvata iz Sirije čime zajednica gubi na značaju. Tamošnje Društvo Hrvata u Siriji je ostalo pri svojim tvrdim ustaškim stavovima te time biva marginalizirano od ostatka hrvatske emigracije. Od onih koji su ostali i umrli u Siriji najpoznatiji su Džafer Kulenović (1953.) i Hasan Ćustović (1982.) Osim Kamela Rustomovića vjerojatno postoji još živih Hrvata i njihovih obitelji koji su ostali u Siriji te se asimilirali u svojoj novoj domovini gdje i danas žive.
Poslije Drugoga svjetskog rata Jugoslavija je stimulirala iseljavanje muslimana iz Jugoslavije. Velikim represijama bili su izloženi muslimani koji su se izjašnjavali Hrvatima, zbog čega su mnogi Hrvati islamske vjere iselili u muslimanske zemlje, ponajviše arapske, i vrlo vjerojatno odredište među tim državama bila je i Sirija.

## Vanjske poveznice
- Ivo Mišur, Svjedočanstva hrvatskih i bosanskih izbjeglica u Siriji nakon Drugoga svjetskoga rata. Autoru Ivi Mišuru govorile su Fadila Harambašić Talić i Đulsa Hrustanović Whelan, hkv.hr, 24. svibnja 2018.
- Ivo Mišur, Uloga političke emigracije iz NDH u događanjima na Bliskom istoku 1947 -1964., Gračanički glasnik: časopis za kulturnu historiju, broj 46, godina XXIII, studeni, 2018., str. 49. – 60.